# Торнир, Густав
Густав Торнир (Gustav Tornier) — немецкий зоолог и палеонтолог.

## Биография
Родился в 1858 году. С 1879 по 1882 год изучал естественные науки в Страсбурге, Берлине и Лейпциге, в 1892 году доктор философии в Гейдельберге. С 1889 года ассистент, с 1895 года хранитель Королевского зоологического музея в Берлине, где устроил отдел, содержащий коллекции препаратов по сравнительной анатомии. Научная деятельность Торнира заключается в изучении сравнительной анатомии и филогении позвоночных животных и герпетологии; главным образом, он занимался исследованием возникновения уродств, а также вызыванием их экспериментальным путём и достиг в этой области интересных результатов.

## Эпонимы
- род ящеротазовых динозавров Tornieria
- жаба Торнира (Nectophrynoides tornieri)[1] .
- травяная литория (Litoria tornieri)

## Труды
- «Der Kampf mit der Nahrung, ein Beitrag zum Darwinismus» (Б., 1884);
- «Ein zoophyletisches Entwicklungsgesetz» («Verh. anat. Ges.», 1894);
- «Das Entstehen der Gelenkformen» («Arch. f. Entw. Mech.», 1894);
- «Die Kriechthiere Deutsch-Ost-Afrika’s» (B., 1896);
- «Ueber experimentell erzeugte dreischwänzige Eidechsen und Doppelgliedmassen von Molchen» («Zool. Anz.», 1897);
- «Amphibiengabelschwänze und einige Grundgesetze der Regeneration» («Zool. Anz.», 1900);
- «Das Entstehen der Käfermisbildungen, besonders Hyperantennie und Hypermelie» («Arch. f. Entw. Mech.», 1900);
- «Liste der Krokodile, Schild-Kröten und Eidechsen in Togo» («Arch. f. Nat. Gesch.», 1901).